# Malmös historia
Denna artikel handlar om Malmös historia fram till början av 1800-talet.

## Ursprung

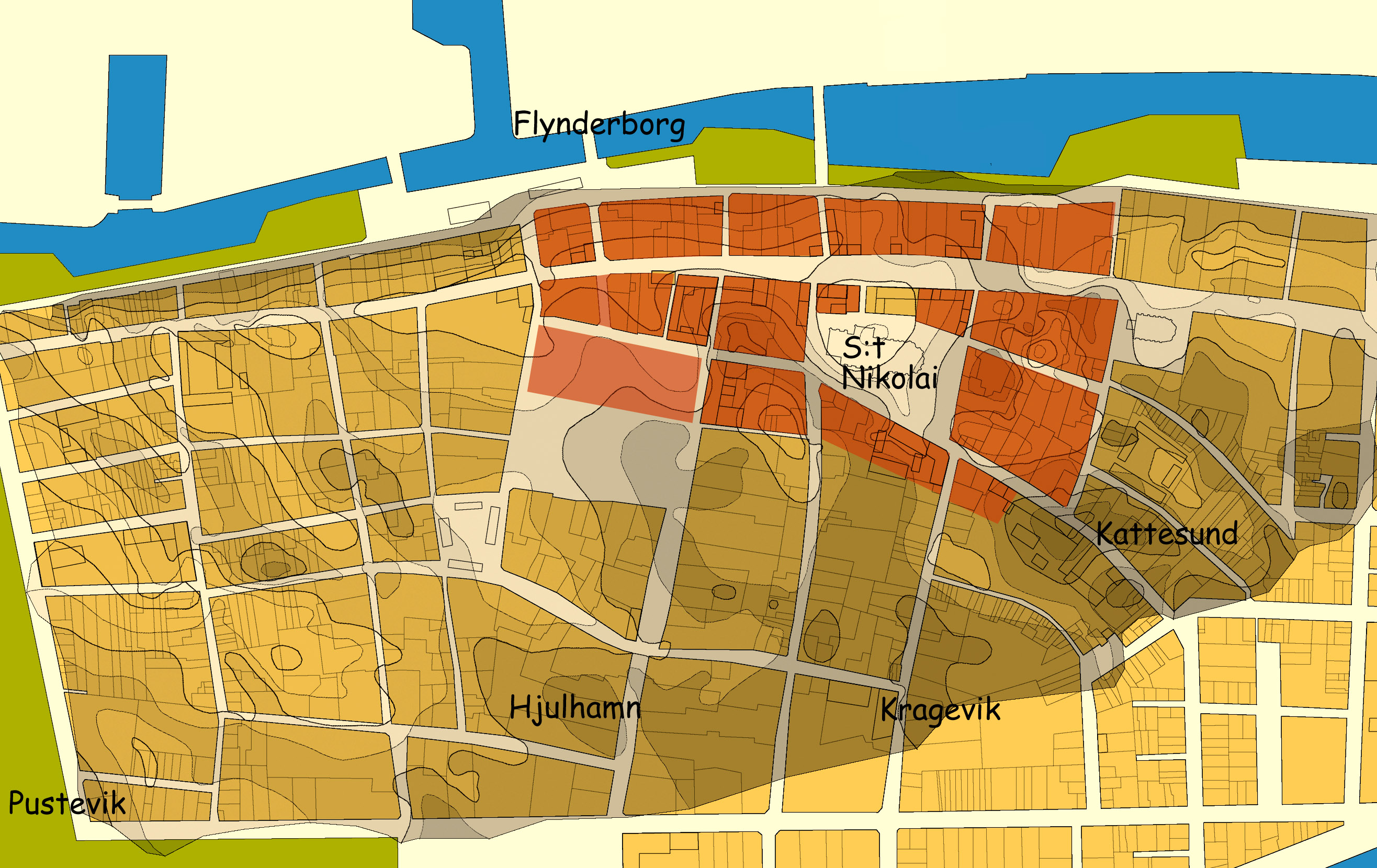
Karta över det medeltida stadsområdet. Rött markerar 1200-talets stadsområde. Kurvorna anger nivån på den ursprungliga sandreveln. Ju mörkare område desto sankare mark. Karta och analys: Sven Rosborn.

Malmö finns omnämnt från ca 1170 och framåt under formerna Malmöghae, Malmhaugar och Malmöghe. Förledet kommer av malm = sand och/eller grus och efterledet av höie = högar.  
Malmö var på 1100-talet endast en bondby med kyrka, belägen vid nuvarande Triangeln. Så sent som på 1700-talet omtalas här "Kyrkoåkern." Vid en sankmark väster om kyrkbyn, dvs den senare Pildammen, låg ett mindre kapell samt en befäst herremansgård, Henrikstorp.
Staden Malmö kan ha kommit till genom att ärkebiskopen Jacob Erlandsen i Lund grundade denna på 1250-talet. Staden anlades nämligen ute vid kusten norr om kyrkbyn på mark som ursprungligen tillhört Bulltofta by, vilken helt ägdes av ärkebiskopen. Enligt en källa från 1500-talet låg här innan stadens tillkomst ett litet fiskeläge vid namn "Svalperup", senare romantiserats till "Sqvalperup". Ärkebiskopen uppförde på stranden en borg med runt försvarstorn och vattengravar, "Flynderborg". Borgen försvarade den långa träbrygga som användes som lastnings- och lossningsplats för de pråmar som förde varorna mellan de ankrade skeppen på redden till staden.
För att skilja de två Malmöorterna åt kallade man på 1260-talet och in i 1300-talet staden Malmö vid havet för "Nedre Malmö" samt kyrkbyn för "Övre Malmö". Bebyggelsen i "Övre Malmö" hade försvunnit redan under 1300-talet.
Staden Malmös äldsta kyrka är Nikolaikyrkan som på 1310-talet revs och ersattes av S:t Petri och Pauli kyrka, den nuvarande S:t Petri kyrka. Enligt källa från 1500-talet kan årtalet 1319 eventuellt indikera invigningen av det nya högaltaret. Den nya tegelkyrkan stod dock fullt klar först runt 1380.
Samtidigt med den äldsta stadskyrkan, dvs på 1250-talet, bör det äldsta rådhuset ha uppförts. Detta låg direkt norr om kyrkan invid Adelgatan som på den tiden utgjorde den lilla stadens torggata. De äldsta bevarade stadsprivilegierna är från den 20 december 1353. De bekräftades och utvidgades sedan vid flera tillfällen.

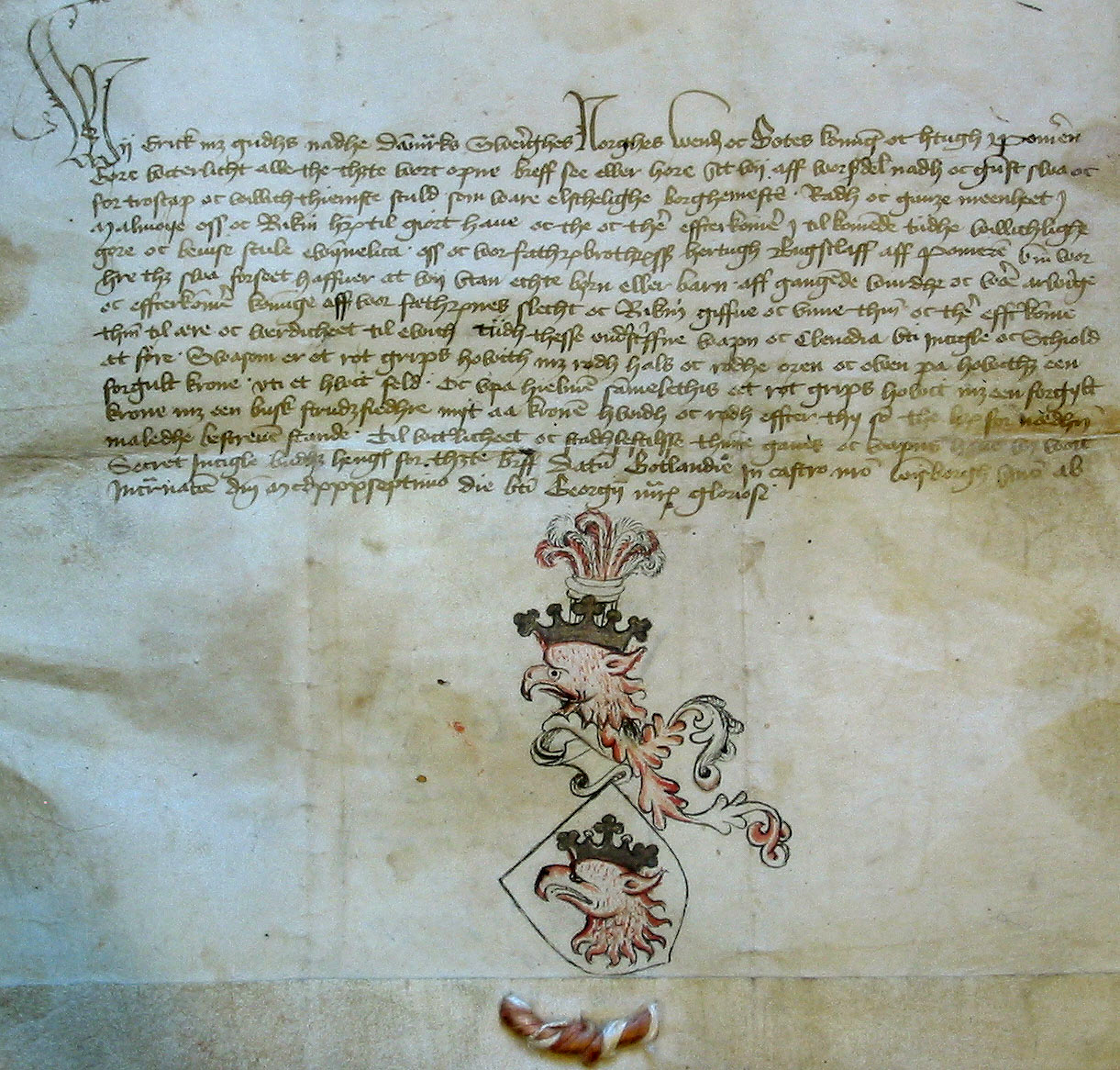
Malmö stads vapenbrev från 1437, förvarat på Malmö stadsarkiv

Redan under medeltiden var Malmö näst Köpenhamn Danmarks största stad. Under sillfiske- och höstmarknadstiden var Malmö den av tyska och andra utländska köpmän mest besökta staden efter Skanör och Falsterbo. Tyskarnas namn på Malmö var Elbogen eller Ellenbogen, ett namn som betyder "armbåge" och närmast syftar på den bågformade kuststräckan utanför Malmö. Staden var fram till vitaliebrödernas härjning 1393 en obefäst stad. Redan 1336 omtalas diken som stadsbegränsningar in mot land men arkeologiska undersökningar har visat att dessa inte haft försvarskaraktär utan snarare markerat en juridisk stadsgräns. Runt år 1400 började strandmuren uppföras, troligtvis som ett resultat av piratkrigen under 1390-talet. Muren hade rikligt med strandportar vilket visar på den betydelse som strandhandeln hade vid denna tid. Under höstmarknaderna var fiskhandeln med utländska köpmän avsevärd. År 1434 inköpte Erik av Pommern gårdar vid Västerport och anlade här kastellet Myntergården, början till det senare Malmöhus. Från 1440-talet tillverkades en stor del av Danmarks mynt på denna plats. Myntningen upphörde år 1525 i samband med att det nuvarande slottet började uppföras.
Staden fick 1437 av kung Erik ett heraldiskt vapen, två krönta röda griphuvud, hämtade ur kungens eget vapen. Gåvan av Malmö stadsvapen var troligen ett försök att få borgarna välvilligt inställda till kungens polska släkting som han ville ha till tronföljare i Danmark.
Åren 1517 - 1519 uppfördes den sista delen av strandmuren. Borgmästare Hans Mikkelsen lät på 1510-talet gräva de första vallgravarna in mot land och då kastades också de första försvarsvallarna upp. I politiskt och religiöst hänseende kom Malmö att under denna tid spela en betydelsefull roll, eftersom staden gynnades av Kristian II. Kristians inflytelserikaste rådgivare var Malmös borgmästare Hans Mikkelsen. När kungen 1523 gick i landsflykt, följd av sin rådgivare, kämpade Malmö länge ensamt för sin gamle kungs rättigheter. Det var först i slutet av året, som staden öppnade sina portar för Fredrik I. I Malmö hade Gustav Vasa och Fredrik I ett möte (24 augusti–2 september 1524) för att lösa tvisten mellan Sverige och Danmark. Den 1 september undertecknades den så kallade Malmö recess i stadens dåvarande rådhus.

## Reformationen

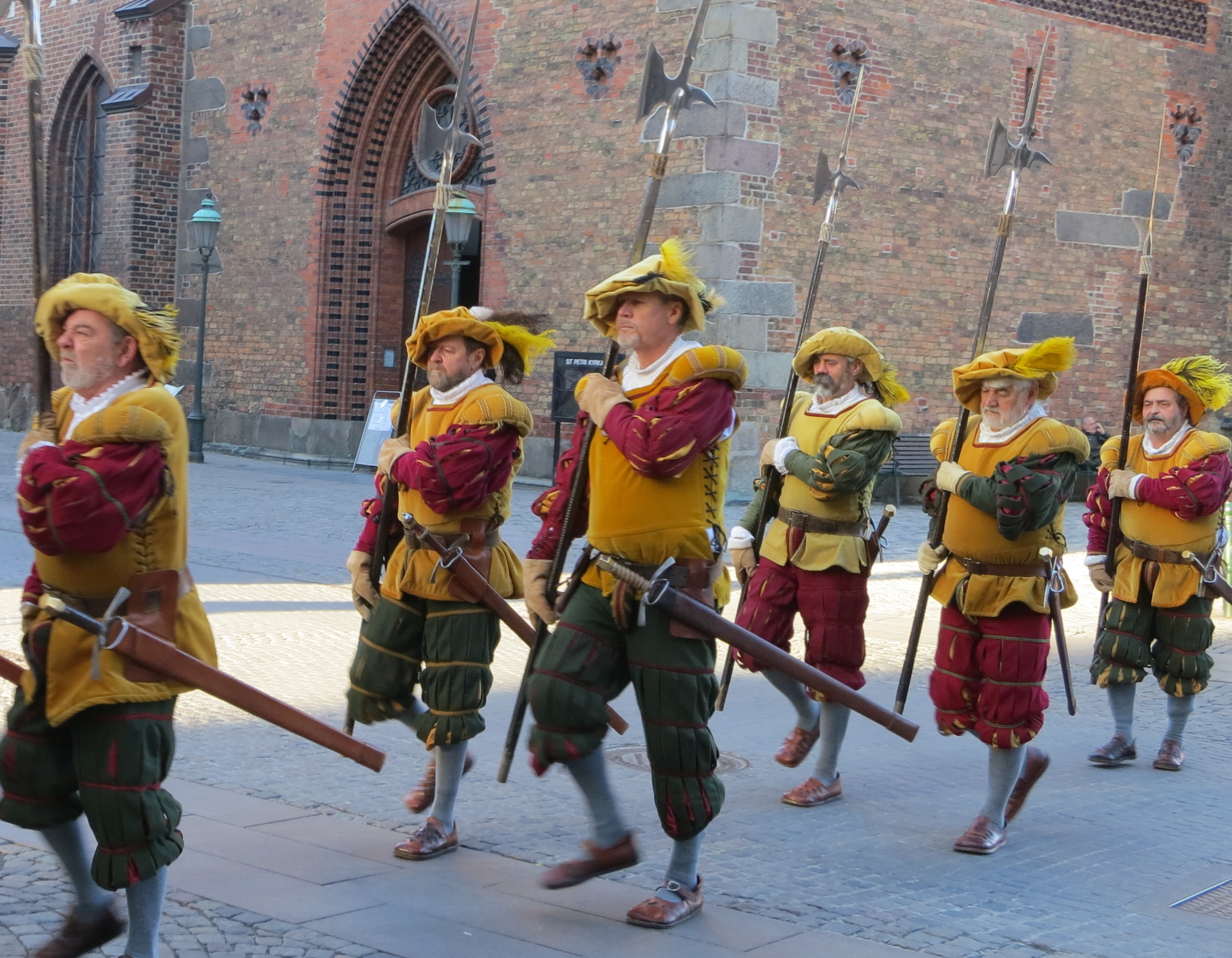
Malmöhusgardet i 1500-talsuniformer

Reformationen fick tidigt uppbackning i Malmö av Jörgen Kock, Mikkelsens efterträdare.
Den nya läran började predikas 1527 av Claus Mortensen från Malmö, med sådan framgång, att reformationen där var genomförd två år senare. Malmö blev därför utgångspunkten för den reformatoriska rörelsen i Lunds stift. 
Kung Fredrik I dog 1533. År 1534 utbröt det danska inbördeskriget grevefejden. Jörgen Kock drog med borgarna till Malmöhus, som intogs. Han knöt förbindelse med borgmästaren i Köpenhamn, Ambrosius Bogbinder, och Wullenwever i Lübeck. Genom att försöka återuppsätta Kristian II på tronen försökte de förhindra att den döde kungens son Kristian III kom till makten. Samtidigt ville man få Köpenhamn och Malmö upphöjda till fria riksstäder och intagna i Hanseförbundet. Greve Kristofer av Oldenburg vanns för planen. Det var troligtvis bland annat tillgivenheten till Kristian II och fruktan för katolicismens återinförande samt för adelsväldet som förmådde borgerskapet att följa sin borgmästare i upproret. Men planen misslyckades. Snart stod Köpenhamn och Malmö ensamma mot den nyvalde Kristian III. Till slut ingick Malmös borgerskap i Kocks frånvaro den 6 april 1536 förlikning med Kristian III i Helsingör. Villkoret var att borgarna fick behålla protestantismen och fortsätta att själv få välja sina präster, samt slippa att komma under adelns inflytande. 
Jörgen Kock hade flytt till Köpenhamn och uthärdade där en svår belägring men fick till slut be om nåd. Snart upphöjdes han emellertid åter till borgmästare, 1540. Han skaffade bl.a. staden dess nuvarande rådhus och stortorg samt skänkte en stor donation till stadens fattiga. 
Mot slutet av 1500-talet gick stadens handel tillbaka mycket. Det berodde på pestens härjning, tung krigsbeskattning och inte minst genom att sillfisket avtog. Ett försök att hjälpa upp det minskande näringslivet genom att 1619 ta ifrån Trelleborg dess stadsrättigheter visade sig inte verksamt.

## Skånska kriget
Malmö blockerades från 18 juni till 27 september 1644 av svenskarna under Gustav Horn och senare även från början av augusti 1645 tills freden slöts samma månad.
Sedan Malmö 1658 blivit svenskt försämrades stadens ställning genom att alla handelsförhållanden rubbades, samt genom höga tullar och skatter. Men försvarsverken sattes i stånd. Slottet Malmöhus byggdes om till en fyrhörnig bastionsbefästning 1662 - 1671. Man började bygga om stadsbefästningen, men hade inte hunnit långt, då kriget bröt ut 1675. 6 juni - 5 juli 1677 belägrades staden av en dansk styrka på 14 000 man.
Staden försvarades av generalfältmarskalken Fabian von Fersen med en garnison av högst 2 000 man, varav endast 1 500 var friska. De stormningar, som danskarna natten till 22 juni och natten till 26 juni företog mot staden, slogs tillbaka och belägringen avbröts. Under de följande åren förstärktes och utvidgades befästningarna. Efter 1684 följdes en av Erik Dahlbergh uppgjord plan. Då arbetena 1697 i huvudsak var avslutade, ansågs Malmö som Sveriges starkaste fästning.

## Nedgång

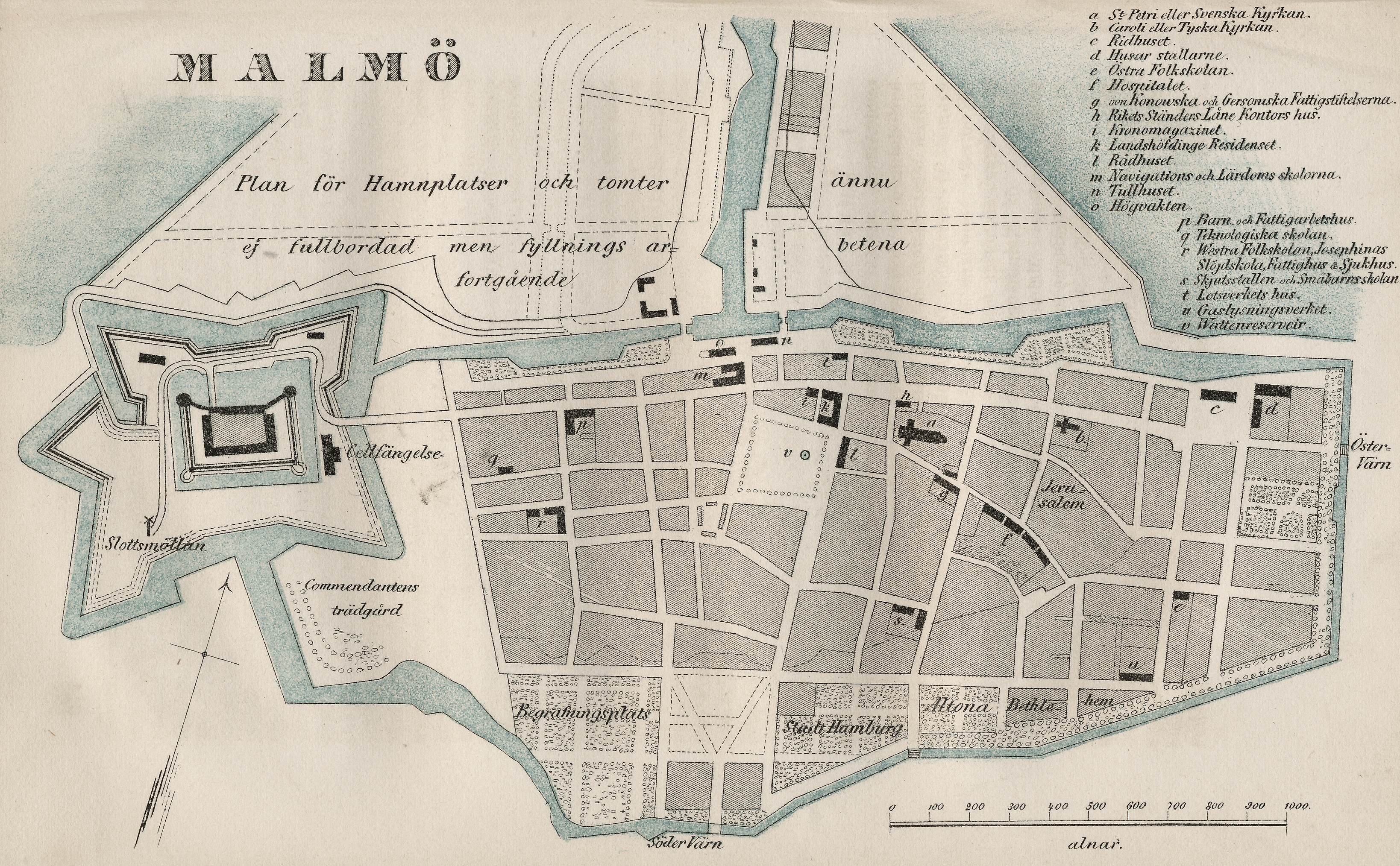
Malmö på 1850-talet.

Staden drabbades av ett antal motgångar i början av 1700-talet. Karl XII:s krig utarmade landet, stadens inspärrning av danskarna december 1709 - februari 1710 samt böldpestens härjningar juni - december 1712 bidrog till detta. Före pesten uppgick stadens invånare till mellan 2500 och 3000 personer. Under farsoten dog runt 250 personer av sjukdomen. Vid 1717 års folkräkning uppgick stadens innevånare till 2795 personer. 
Först vid slutet av 1700-talet, efter tillkomsten av hamnen, inträffade en märkbar förbättring av stadens sjöfart, handel och näringar. Vid 1741 års riksdag beslöts, att när Landskronas fästningsverk blivit klara, skulle befästningen kring Malmö raseras.
Citadellet skulle dock bibehållas. Besluten förnyades flera gånger, men inget hände. Först efter 1805 påbörjades rivningen och den var fullbordad 1812. 1822 upphörde citadellet som fästning, och 1827 godkände kungen att inre borgen fick användas som "större fånghus". Ett par av citadellets bastioner demolerades 1833.